# Station Tile Hill
Tile Hill is een spoorwegstation van National Rail in Tile Hill, Coventry in Engeland. Het station is eigendom van Network Rail en wordt beheerd door West Midland Trains.
Het gebouw staat vlak bij een voetgangersbrug over het spoor die de werknemers van het nabijgelegen Charter Avenue Industrial Estate (fabrieksterrein) in staat stelt aan beide sporen in en uit te stappen.

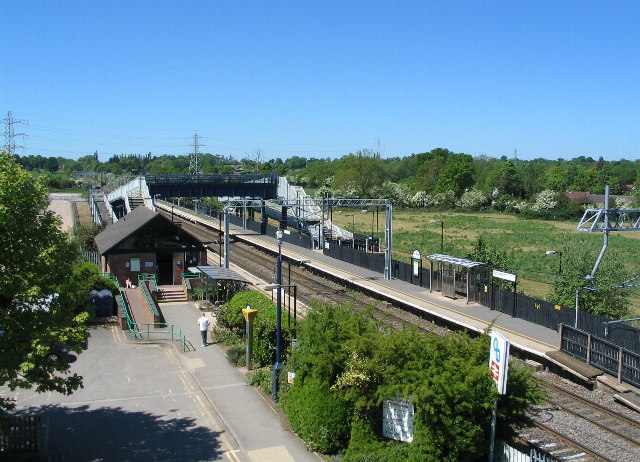
Station en omgeving, 2010